# Kotatsu

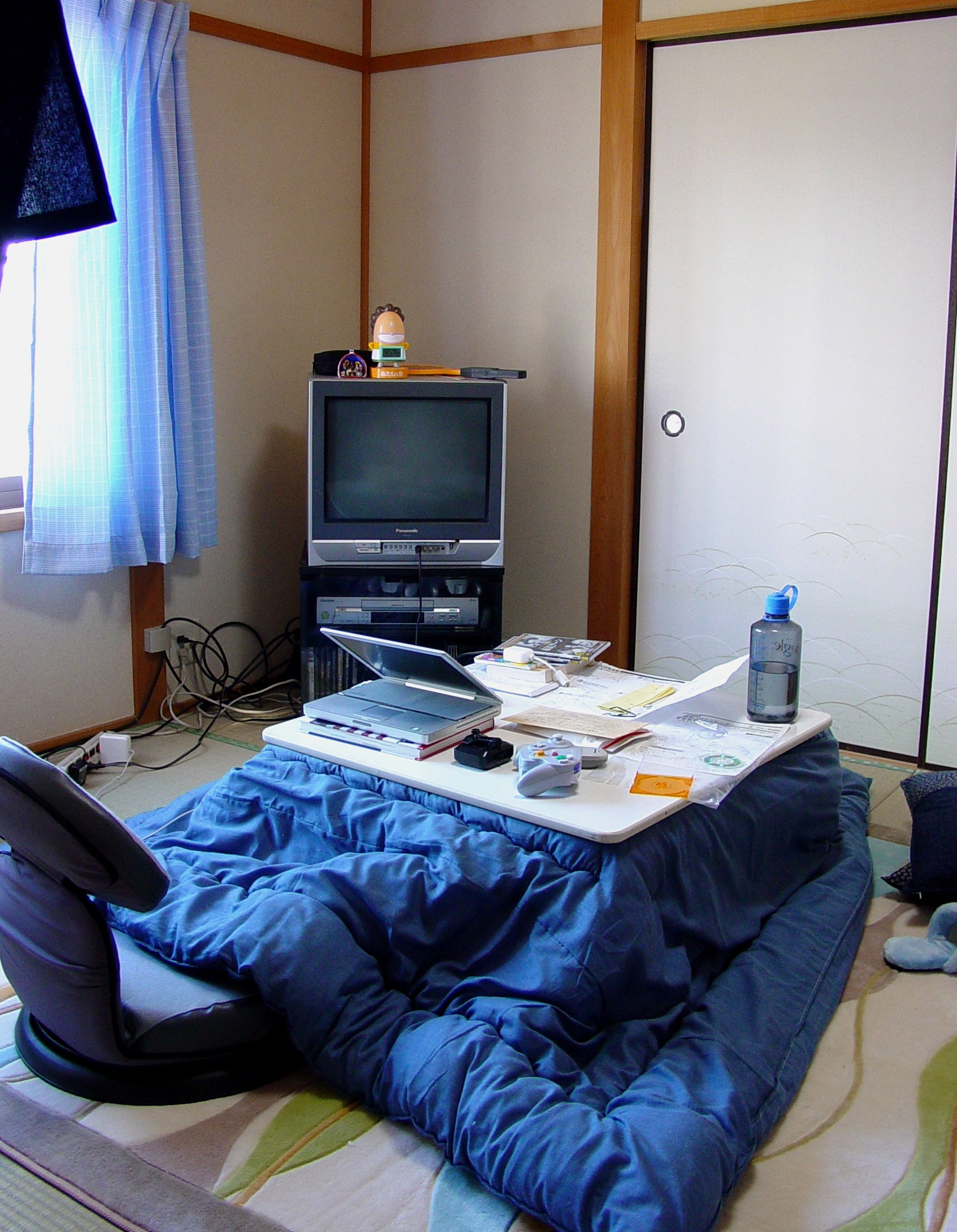
Kotatsu.

Kotatsu (炬燵) är en inredningsattiralj i Japan. Ursprungligen var det ett träkolseldat mindre eldfat eller ugn som låg nedsänkt i en grop i golvet. Idag är kotatsun vanligen en värmeslinga, nedsänkt i golvet, som ett lågt bord (櫓, yagura) med en filt ställs över. Kotatsun används som ett vanligt bord, men med fördelen att man kan värma fötterna vid den.